# PlayStation Productions

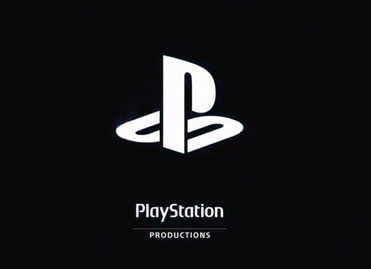
Loggan som används vid visning av film.

PlayStation Productions, LLC är ett amerikanskt produktionsbolag tillhörande Sony Interactive Entertainment (SIE). Företaget anpassar moderbolagets alla spelsserier till filmer och TV-serier, där själva distributionen huvudsakligen hanteras av Sonys film- och TV-divisioner. De anpassningar som hittills har gjorts  på detta företag, är bland annat filmerna Uncharted och Gran Turismo från 2022 och 2023, samt de bägge TV-serierna The Last of Us och Twisted Metal, som började sändas under år 2023.

## Lista över produktioner (i urval)

### Filmer
- 2022 – Uncharted
- 2023 – Gran Turismo
- 2025 – Until Dawn

### TV-serier
- 2023 – The Last of Us (TV-serie)
- 2023 – Twisted Metal (TV-serie)